# Massimo Mollica
Massimo Mollica (Pace del Mela, 19 de marzo de 1929 – 1 de mayo de 2013) fue un director y actor italiano.
Hijo de un profesor de primaria, el papel por el que llegaría a ser más conocido fue el de Don Vito Cascio Ferro en la serie de televisión de la RAI Joe Petrosino. Mollica fue principalmente actor de teatro y director, y fundó algunos teatros en Messina como el Teatro San Carlino o el Teatro Pirandello. Entre sus actuaciones cinematográficas figuran Il prefetto di ferro de Pasquale Squitieri y Salvatore Giuliano de Francesco Rosi.